# Couvent de Grimmenstein

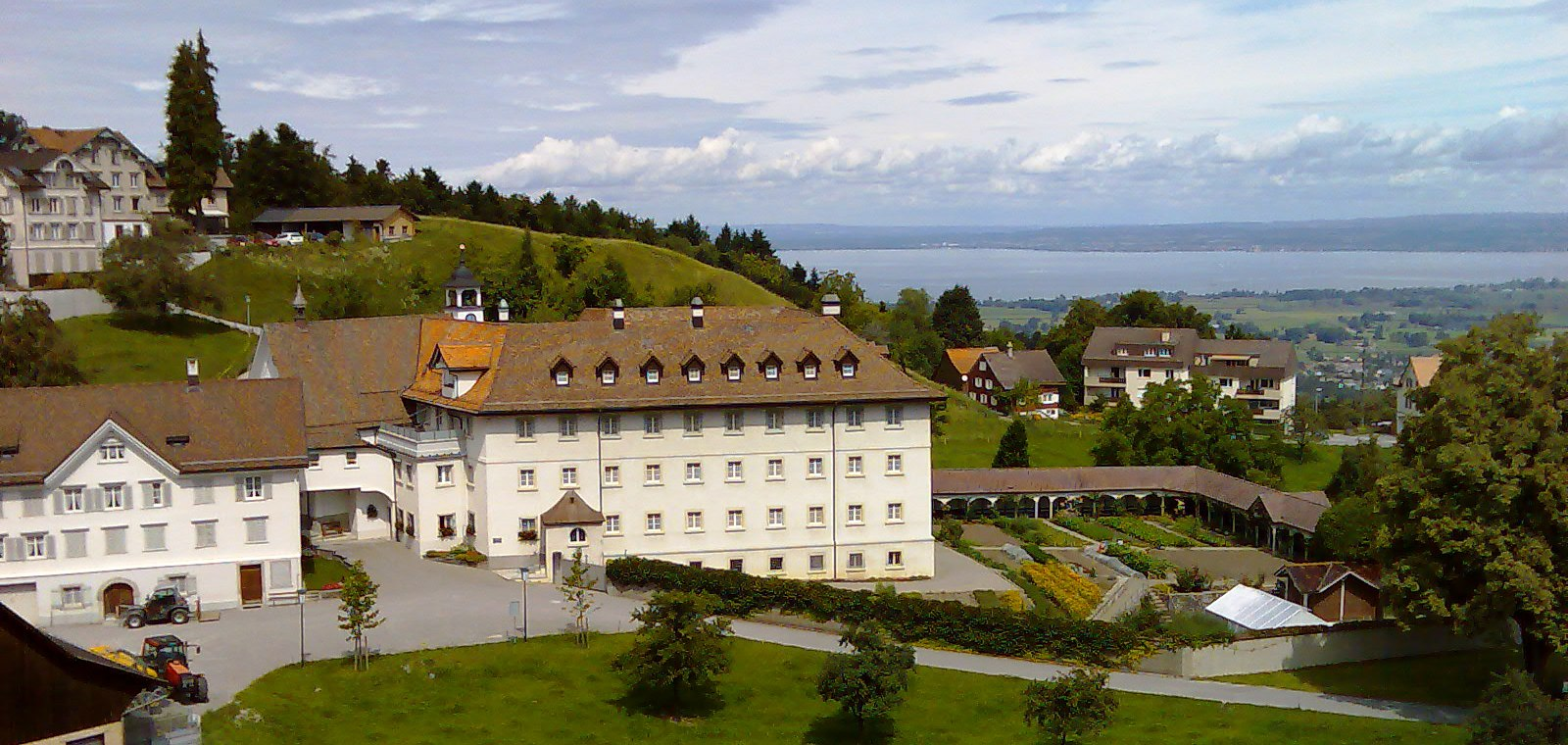
Les bâtiments actuels du couvent

Le couvent de Grimmenstein forme une exclave du canton d'Appenzell Rhodes-Intérieures (Suisse) dans la commune de Walzenhausen (Canton d'Appenzell Rhodes-Extérieures). 

## Histoire
Le couvent des capucines, qui abrite encore 16 religieuses, a été fondé en 1378 comme béguinage. Grimmenstein n'est devenu le lieu d'activité des femmes capucines qu'après la réforme de Pfanneregg, version féminine de la réforme franciscaine. À cette époque, des capucins sont envoyés en Suisse pour soutenir le renouveau de la foi catholique. Les bâtiments ont été victimes d'incendies à plusieurs reprises. L'aspect actuel du complexe monastique remonte donc aux années 1724-1726. 

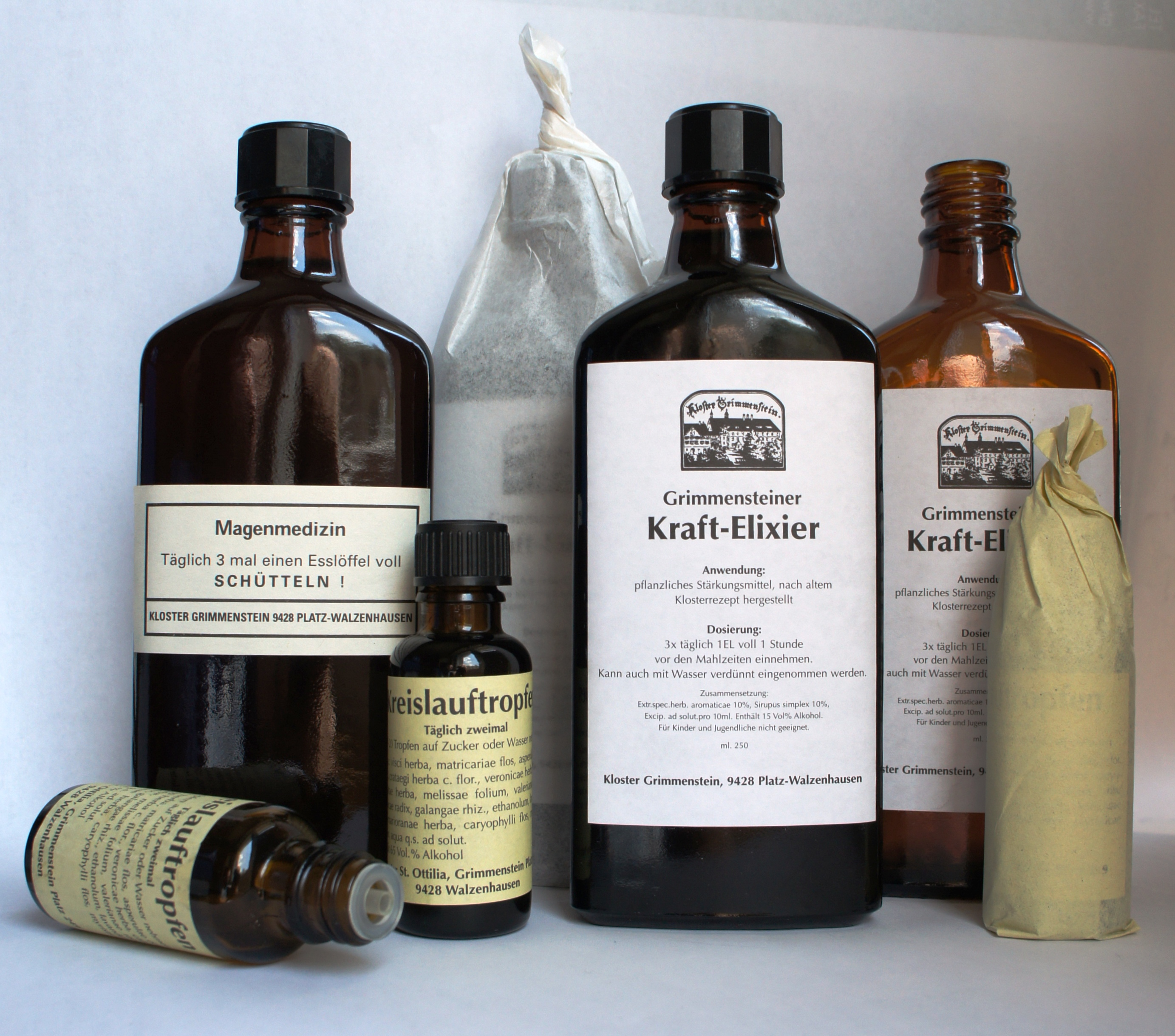
Produits de guérison naturels de la boutique du monastère

Après la séparation d'Appenzell en une partie catholique et une partie réformée en 1597, l'appartenance territoriale de Grimmenstein fut longtemps contestée. Elle n'a été établie entre les cantons d'Appenzell Rhodes-Extérieures et Rhodes-Intérieures qu'en 1870 par décret fédéral. L'église et le bâtiment actuel du monastère sont allés aux Rhodes-Intérieures, la maison du confesseur et les zones à l'extérieur des murs du monastère aux Rhodes-Extérieures. Officiellement, la zone du monastère actuel appartient au district d'Oberegg.
La taille du couvent a fortement fluctué au fil du temps : il comportant 14 sœurs en 1794, 45 en 1940, 21 en 1994 et 15 en 2001. En 1892, une filiale américaine (Saint-Francis) fut fondée au Nevada. 
Depuis 1953., l'église du monastère de St. Ottilia sert également aux catholiques de Walzenhausen comme église paroissiale. Les religieuses font le service clérical et servent également d'organiste pour la paroisse. En plus des activités spirituelles, les capucines se consacrent au jardin du monastère et à la transformation des herbes et des plantes médicinales qui ont été plantées. Les sœurs les transforment en produits de guérison naturels qu'elles vendent dans la boutique du monastère. 
Une autre enclave d'Appenzell Rhodes-Intérieures dans le canton d'Appenzell Rhodes-Extérieures est le couvent de Wonnenstein. 

## Littérature
- (de) Cet article est partiellement ou en totalité issu de l’article de Wikipédia en allemand intitulé « Kloster Grimmenstein » (voir la liste des auteurs).
- Rainald Fischer: Die Kunstdenkmäler des Kantons Appenzell Innerrhoden. Das Innere Land: Gonten, Gontenbad. Birkhäuser AG, Basel 1984,  (ISBN 3-7643-1629-2). (= Die Kunstdenkmäler der Schweiz, Band 74.) S. 522.